# Francisco Robles Ortega
José Francisco Robles Ortega (sinh 1949) là một Hồng y người Mexico của Giáo hội Công giáo Rôma. Ông hiện đảm nhận cương vị Tổng giám mục Tổng giáo phận Guadalajara và Chủ tịch Hội đồng Giám mục Mexico. Trước đó, ông đảm nhận các vị trí khác nhau như: Giám mục Phụ tá Toluca, Giám mục chính tòa Toluca, Tổng giám mục Monterrey.

## Tiểu sử
Hồng y Ortega sinh ngày 2 tháng 3 năm 1949 tại Mascota, Mexico. Sau quá trình tu học, ngày 20 tháng 7 năm 1976, ông được thụ phong linh mục bởi giám mục chủ sự José Maclovio Vásquez Silos, Giám mục Giáo phận Autlán, Jalisco.
Ngày 30 tháng 4 năm 1991, Tòa Thánh loan tin chọn linh mục Francisco Robles Ortega làm Giám mục Hiệu tòa Bossa, Giám mục Phụ tá Giáo phận Toluca, México. Lễ tấn phong cho vị tân chức đã được cử hành sau đó vào ngày 5 tháng 6 cùng năm, bởi các vị chủ sự nghi thức, gồm: Alfredo Torres Romero, Giám mục Toluca làm chủ phong và hai vị phụ phong José María Hernández González, Giám mục Giáo phận Netzahualcóyotl, México và Javier Lozano Barragán, Giám mục từ Giáo phận Zacatecas. Tân giám mục chọn khẩu hiệu:In simplicitate fidei.
Ngày 15 tháng 6 năm 1996, ông được chọn trở thành Giám mục chính tòa Toluca và nhận ngai tòa giám mục vào ngày 15 tháng 7 sau đó.  Ngày 25 tháng 1 năm 2003, Tòa Thánh ra quyết định thăng giám mục Ortega làm Tổng giám mục Tổng giáo phân Monterrey, Nuevo León. Ông đã đến nhậm chức tại đây ngày 28 tháng 4 cùng năm.
Trong Công nghị Hồng y năm 2007 được cử hành ngày 24 tháng 11, Giáo hoàng Biển Đức XVI đã vinh thăng Tổng giám mục Ortega tước vị Hồng y Nhà thờ Santa Maria della Presentazione. Ông đã đến nhận nhà thờ hiệu tòa của mình ngày 25 tháng 10 năm 2008.
Ngày 7 tháng 2 năm 2011, Tòa Thánh ra quyết định thuyên chuyển Tổng giám mục Ortega vào vị trí Tổng giám mục Tổng giáo phận Guadalajara, Jalisco. Ông chính thức nhận giáo phận ngày 7 tháng 2 nằm 2012. Từ ngày 14 tháng 11 năm 2012, ông kiêm nhiệm thêm chức vị Chủ tịch Hội đồng Giám mục Mexico.